# Пипрадрол
Пипрадро́л — лекарственное средство, легкий стимулятор ЦНС.
Пипрадрол в России и ряде других стран в настоящее время не используется как лекарственное средство, однако иногда применяется в некоторых европейских странах и в США.

## История
Пипрадрол был разработан в 1950-х годах как препарат для лечения ожирения и некоторых других заболеваний, таких как нарколепсия. Пипрадрол оказался также действенным при лечении депрессии, однако никогда широко не использовался для этой цели.

## Синтез
Синтезируют из 2-бромпиридина магнийорганическим синтезом, получая сначала 2-пиридилмагнийбромид (реакцию проводят в присутствии бромэтана - реакция сопровождения, ввиду недостаточной реакционной способности галогенпиридинов) затем полученый 2-пиридилмагнийбромид вводят в реакцию с бензофеноном, получая дифенилпиридилкарбинол, в котором гидрируют пиридиновый цикл на платиновом катализаторе (катализатор Адамса) в среде абсолютного спирта при комнатной температуре и атмосферном или немного повышенном давлении. Далее полученное основание переводят в гидрохлорид. Пиридрол гидрохлорид — белый мелкокристаллический порошок, температура плавления 286—288 °C.

## Правовой статус
В конце 1970-х годов многие страны внесли пипрадрол в списки запрещенных к обороту лекарственных средств. Пипрадрол входит в Перечень наркотических средств, психотропных веществ и их прекурсоров, подлежащих контролю в Российской Федерации (список III).